# Purisme (lingüística)
Un purisme en lingüística és una paraula, considerada com pròpia a la llengua, proposada com a alternativa per una paraula considerada estrangera, que sigui un manlleu lingüístic o un barbarisme per tal de mantenir la puresa de la llengua. Moltes llengües al curs de la seva història han tingut moviments puristes que veuen en la importació massiva de paraules estrangeres una amenaça per a la pròpia identitat lingüística.
Un moviment purista pot ser un símptoma de la situació precària que viu una llengua. Pot ser un moviment identitari estètic, com pot ser un moviment quasi polític quan una cultura se sent amenaçada per una altra cultura dominant. Una de les lluites més virulentes és contra els anglicismes o el franglès en el marc de la francofonia o la lluita contre els castellanismes a la zona catalanoparlant. Al segle XVI l'enginyer i inventor brugenc Simon Stevin va decidir de publicar todes les seves obres en neerlandès i de crear els neologismes necessaris a partir de mots neerlandesos, a diferència dels seus col·legues científics contemporanis, més inclinats a descriure fenòmens nous amb neologismes composts d'arrels grecollatines.
El purisme es pot manifestar en hipercorreccions (com la que va convertir cervo en cérvol), analogies, etimologies o fins i tot invenció de paraules, per bé que aquests fenòmens no són exclusius dels puristes. També es pot considerar purista la revitalització de paraules arcaiques, com ara car ('perquè'), àdhuc, llur (excepte en rossellonès, en què és paraula viva) o mots acabats en -ívol (jovenívol, baronívol), o la utilització de paraules que poden semblar més genuïnes en un sentit diferent del que tenien originalment (puix, 'perquè' en el sentit del castellà pues —en valencià, especialment entre els blavers—, o vers, 'cap a', com a substitut de qualsevol altra preposició —per exemple: "L'actitud a adoptar vers aquest problema", en lloc de "L'actitud a adoptar davant aquest problema"). En català, la batalla entre puristes i partidaris de la llengua popular s'ha manifestat en diferents moments històrics, com el segle xix (català medievalitzant oposat a «català qu'ara es parla») o els anys vuitanta del segle XX (català heavy oposat a català light).